# Sepsis zuskai
Sepsis zuskai är en tvåvingeart som beskrevs av Iwasa 1982. Sepsis zuskai ingår i släktet Sepsis och familjen svängflugor. Inga underarter finns listade i Catalogue of Life.